# Nísia Floresta
Dionísia Gonçalves Pinto, més coneguda pel pseudònim de Nísia Floresta Brasileira Augusta (Papari, actual Nísia Floresta, estat de Rio Grande do Norte, 12 d'octubre de 1810 - Rouen, França, 24 d'abril de 1885), fou una educadora i escriptora brasilera. És considerada una pionera del feminisme al Brasil i fou la primera dona a trencar els límits entre els espais públics i privats, publicant texts en diaris, en una època en què la premsa era primitiva. Nísia també dirigí un col·legi per a xiquetes a Rio de Janeiro; i escrigué llibres en defensa dels drets de les dones, dels pobles originaris i dels esclaus.

## Biografia
Era filla del portugués Dionísio Gonçalves Pinto i de la brasilera Antônia Clara Freire, i fou batejada com a Dionísia Gonçalves Pinto, tot i que fou coneguda pel pseudònim de Nísia Floresta Brasileira Augusta. Nísia: diminutiu de Dionísia, Floresta era el nom del lloc natal. Brasileira era el símbol del seu patriotisme, una necessitat d'afirmació de qui visqué quasi tres dècades a Europa. Augusta era un record del seu segon marit, Manuel Augusto de Faria Rocha, amb qui es casà al 1828, pare de la seua filla Lívia Augusta. Abans, al 1823, tenint tretze anys, havia estat casada amb un terratinent de la regió, però va gosar separar-se'n poc després i tornar a casa.
En aquest mateix any, el pare de Nísia havia estat assassinat a Recife, cap a on la família s'havia mudat. Al 1831, Nísia feu els primers passos en les lletres: publicà en un diari pernambucà una sèrie d'articles sobre la condició femenina. De Recife, i ja vídua, amb la petita Lívia i la seua mare, Nísia viatjà a Rio Grande do Sul i s'hi instal·là i dirigí un col·legi per a xiquetes. La Guerra dels Farrapos interrompé els seus plans, i Nísia Floresta se n'anà a Rio de Janeiro, on fundà i dirigí els col·legis Brasil i Augusto, notables per l'alt nivell d'ensenyament, en els quals va començar a ensenyar a les noies gramàtica, escriptura i lectura en portuguès, francès i italià, ciències naturals i socials, matemàtiques, música i dansa.
Al 1849, per recomanació mèdica, portà la seua filla, greument accidentada, a Europa. I fou a París on visqué més temps. Al 1853, publica Opuscle humanitari, una col·lecció d'articles sobre emancipació femenina, que fou mereixedor d'una molt favorable apreciació d'Auguste Comte, el pare del positivisme. El 5 de setembre de 1857 moria Auguste Comte i Nísia Floresta fou una de les quatre dones que acompanyà el seguici al cementiri del Père Lachaise. Després publicà a París Itinéraire d'un voyage en Allemagne, el text del qual, en forma de cartes dirigides als fills i germans, explicava les impressions de l'autora sobre les ciutats alemanyes. La primera missiva és de Brussel·les, del 26 d'agost de 1856, i la darrera d'Estrasburg, del 30 de setembre del mateix any.

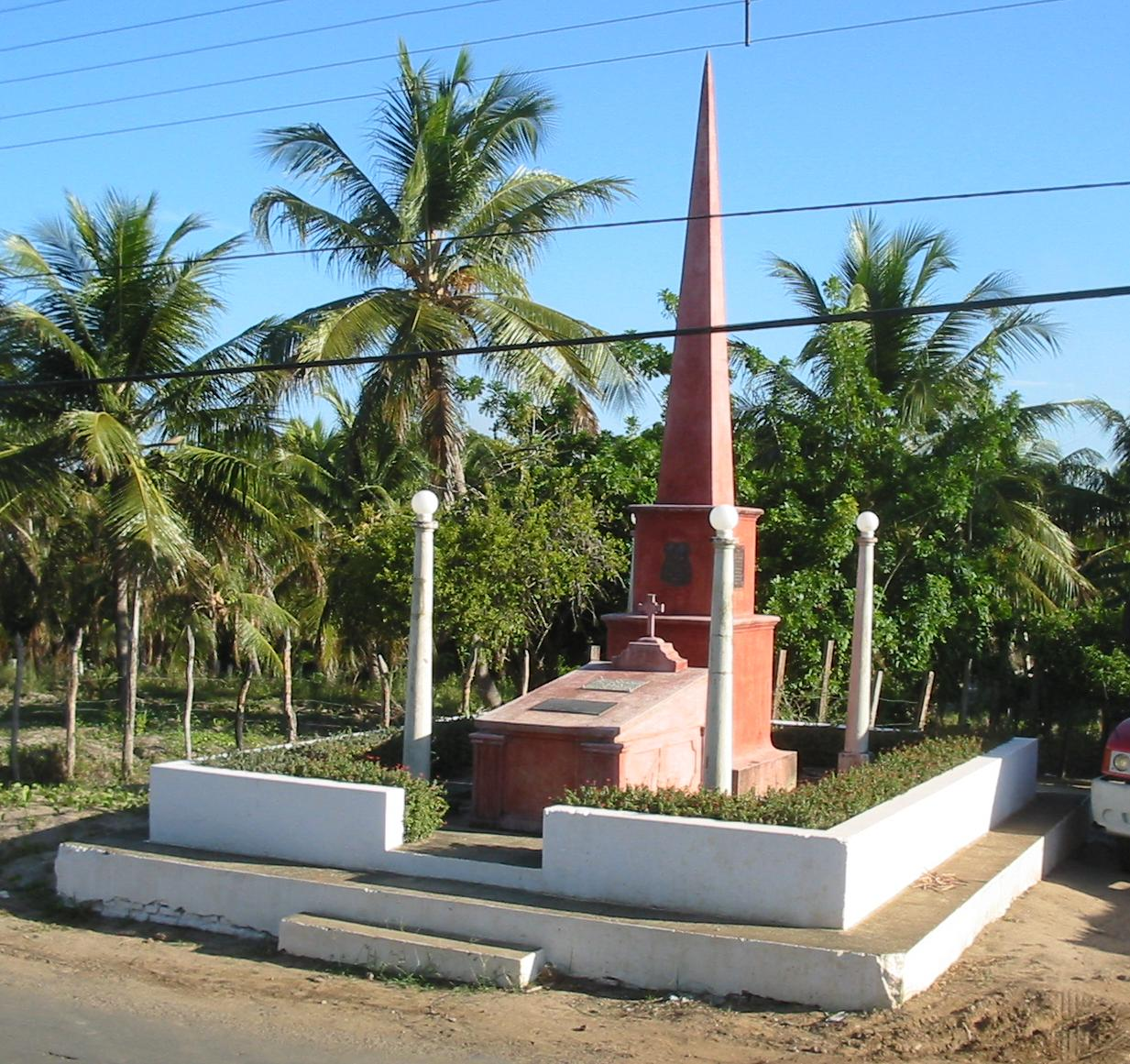
Túmul de l'autora a Nísia Floresta, Rio Grande do Norte

El 31 de març de 1856, O Brasil Ilustrado publica «O pranto filial», en què l'escriptora exposa el dolor per la pèrdua de sa mare i el sentiment d'orfandat que la consumeix.
Retorna al Brasil entre 1872 i 1875, en plena campanya abolicionista liderada per Joaquim Nabuco, però no se sap quasi res sobre la seua vida en aquest període. Retorna a Europa al 1875 i, tres anys després, publica el seu darrer treball: Fragments d'una obra inèdita: notes biogràfiques, a París. Malgrat contenir principalment informacions del seu germà, Joaquim Pinto Brasil, aquest llibre inclou també dades autobiogràfiques, fins llavors desconegudes. Nísia resideix a Rouen i, després, a Bonsecours, a dins de França.
Nísia va morir de pneumònia i fou sepultada al cementeri de Bonsecours. L'agost de 1954, quasi setanta anys després, les seues despulles foren traslladades a Rio Grande do Norte, a la seua localitat natal, Papari, que en el seu honor es deia Nísia Floresta.
La seua biografia més documentada, Nísia Floresta, vida i obra, fou escrita per Constância Lima Duarte al 1995.

## Llibres
El primer llibre escrit per ella, i pioner al Brasil a tractar els drets de les dones a la instrucció i al treball, es deia Direitos das mulheres i injustiça dos homens, i tingué com a inspiració el text de la feminista anglesa Mary Wollstonecraft: Vindications of the Rights of Woman. I, encara que Nísia no en feu una simple traducció, l'emprà per introduir-hi les seues pròpies reflexions sobre la conservadora realitat brasilera.

Fou aquest llibre el que li donà el títol de precursora del feminisme al Brasil, i fins i tot a Amèrica Llatina, ja que no hi ha registres de texts anteriors realitzats amb aquestes intencions; a més, ella continuà destacant la importància de l'educació per a la dona i la societat en Conselhos à minha filha (1842), Opúsculo humanitário (1853), en què l'autora condemna la formació educacional femenina, al Brasil i en altres estats, i en A Mulher (1859).En el seu llibre Patronos e acadêmicos —referent a personalitats de l'Acadèmia del Nord de Rio Grande de Lletres—, Veríssimo de Melo comença el capítol sobre Nísia així:
| « | “Nísia Floresta Brasileira Augusta fou la dona més notable que la història de Rio Grande del Norte registra”. | » |

De fet, la història i l'obra de Nísia són d'extraordinària importància. 
| « | «Dissortadament la manca de divulgació de l'obra de Nísia és responsable de l'enorme desconeixement de la seua vida singular i dels seus llibres, considerats de gran valor», diu Veríssimo. | » |

### Altres publicacions
- 1847, a Rio de Janeiro: Daciz ou A jovem completa, historieta per a les alumnes del col·legi; Fany ou O modelo das donzelas, del 8 d'abril, per al Colégio Augusto, com una proposta moralista; Discurso que às suas educandas dirigiu Nísia Floresta Brasileira Augusta, pronunciado nas aulas do Colégio Augusto (6 pàg.) el 18 de desembre.
- 1858: primera edició de Consigli a mia figlia, traduïda a l'italià per la mateixa autora. El publicà a Florència, i els quaranta pensaments en vers de l'edició brasilera hi apareixen en prosa.
- 1859: l'Associació de Propaganda de València imprimeix la segona edició italiana de Consigli a mia figlia, que havia estat recomanat pel bisbe de Mandovi per a ús a les escoles catòliques de Piemont.
- 1859: Scintille de uma anima brasiliana, que reuneix cinc assaigs: «Il Brasile», «L'abisso sotto i fiori della civilità», «La donna», «Viaggio magnetico», «Una passeggiata al giardino di Lussemburgo».
- 1860: edició italiana de Le lagrime de un Caeté, traduït per Ettore Marcucci. Florència.
- 1864: publica el primer volum de Trois ans en Italie, suivis d'un voyage en Grèce, París. En aquest llibre, Nísia debat sobre els problemes polítics i socials italians, i reflexiona sobre els esdeveniments de l'esclavitud, i la història i cultura a Itàlia.
- 1871: publica Le Brésil, a París, també traduït per Lívia Augusta.
- 1872, publica el segon volum de Trois ans en Italie, suivis d'un voyage en Grèce, París.
- 1997. Cintilações de uma alma brasileira. Coautores: Constância Lima Duarte, Michele A. Vartulli. Editora Mulheres, 203 pàg. ISBN 85-85869-14-3.
- 1997. A lágrima de um caeté. Coautora: Constância Lima Duarte. 4a edició, Fundação José Augusto, 66 pàg.
- 2009. Inèdits i dispersos: de Nísia Floresta. Volum 8 de Coleção Estudos Nord-Rio-Grandenses. Autores: Nísia Floresta Brasileira Augusta, Constância Lima Duarte. Editora da UFRN, 124 pàgs. ISBN 857273547X.

## Honors
La seva ciutat natal, Papari, a Rio Grande do Norte, ara porta el seu nom. I a Porto Alegre hi ha el carrer Nísia Floresta.